# Melodica

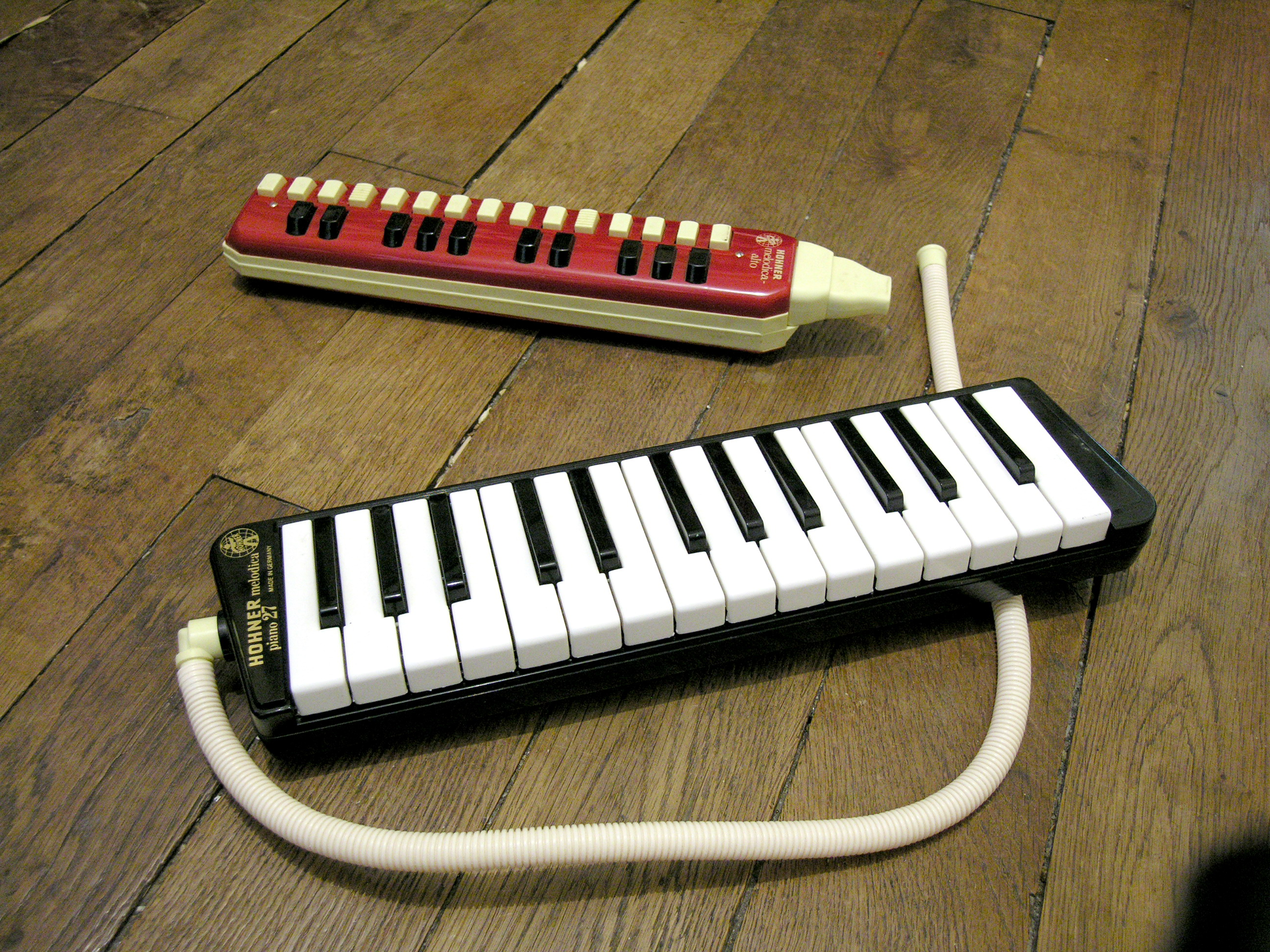
Zwei Hohner-Melodicas

Die Melodica ist ein handliches Harmonikainstrument, das mittels Hineinblasen zum Klingen gebracht wird und über eine Klaviatur gespielt wird.

## Name
Die Bezeichnung Melodica stammt vom Instrumentenhersteller Hohner, der das Instrument ab den 1950er-Jahren verbreitete und populär machte. Sie hat sich als generelle Bezeichnung (Gattungsname) für diesen Instrumententyp etabliert. Andere Hersteller vermarkteten gleichartige oder ähnliche Instrumente mit den Namen Mélodion, Pianica oder Clavietta. Ein ähnliches, in der DDR hergestelltes Instrument ist die Triola.
Historische Musikinstrumente mit ähnlichen Bezeichnungen (Melodion von Dietz und Melodika von Riffelsen) haben keine funktionelle Verwandtschaft mit der modernen Melodica. Der ähnliche Name Melodeon wird auch für das diatonische Akkordeon und für das Harmonium verwendet.

## Funktion

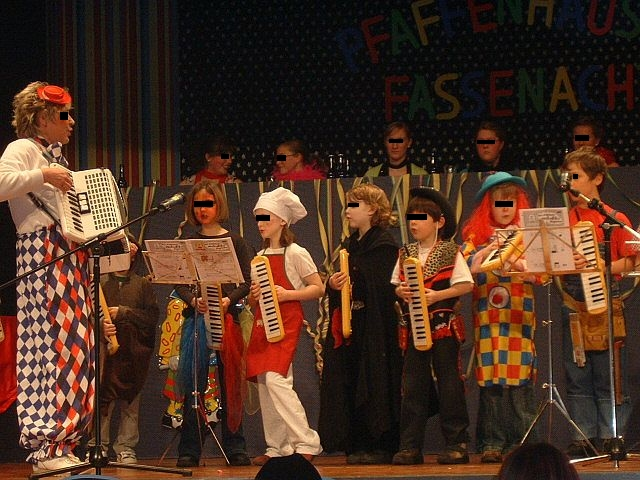
Kinder bei einem Melodica-Konzert

Bei einer Melodica wird der Luftstrom nur in einer Richtung hindurchgeführt, und zwar durch Hineinblasen in das Instrument mit Atemluft über das Mundstück oder über einen Luftschlauch, der statt des Mundstücks angesetzt wird. Durch Druck auf die Taste wird ein Ventil zur Ton-Kanzelle geöffnet. Der Luftstrom regt die dort sitzende Stimmzunge zum Schwingen an und der jeweilige Ton wird erzeugt.
Meist sind die Tasten wie beim Klavier angeordnet, sofern es sich nicht um ein diatonisch gestimmtes Instrument für Kinder handelt. Häufig werden sie wie bei den meisten Tasteninstrumenten als eine Klaviatur mit weißen und schwarzen Tasten ausgeführt. Die Instrumente haben auf der Unterseite einen Griff zum Halten. Daneben befindet sich die sogenannte Wasserklappe. Das ist ein Ventil, das das Ablassen von eventuell gebildetem Kondenswasser aus der Atemluft ermöglicht.
Das Instrument eignet sich wegen seiner einfachen Spieltechnik auch als Einsteigerinstrument für Kinder.

## Einsatz in populärer Musik

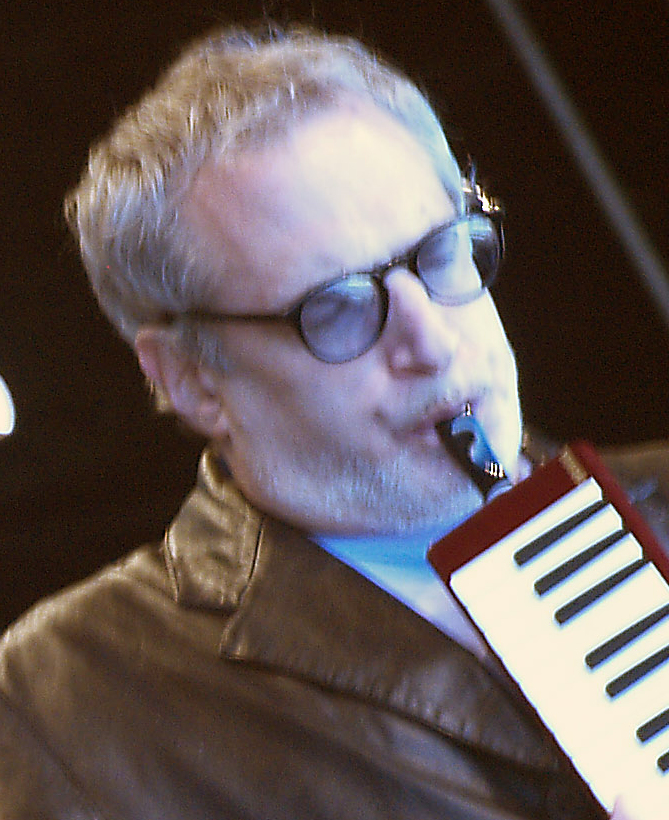
Donald Fagen 2007 mit einer Yamaha Pianica

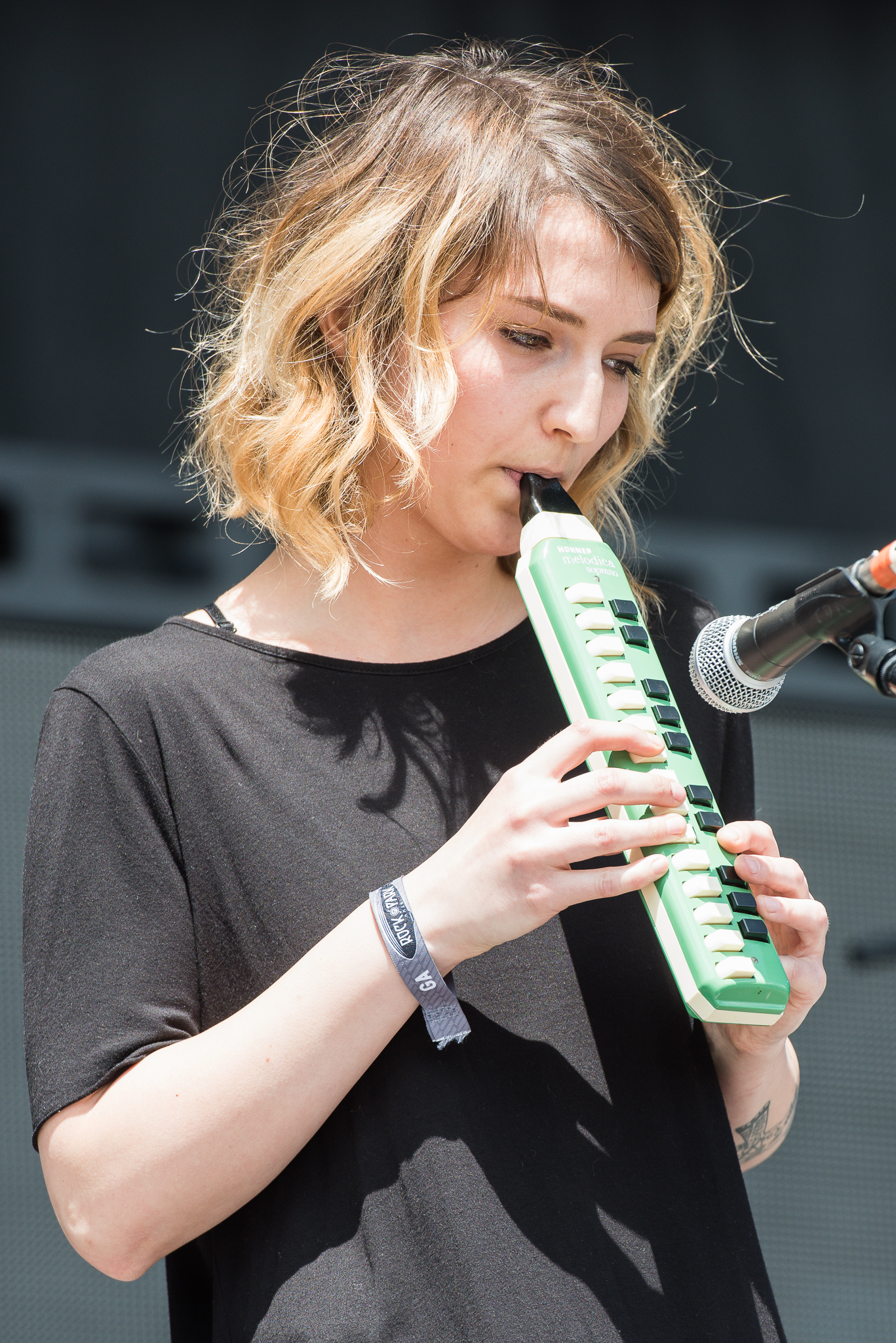
Musikerin der Band Leak mit einer Hohner Melodica Soprano auf dem Rock im Park 2016

- Die britische Reggae-Gruppe UB40 verwendet in ihrem berühmten Stück Kingston Town eine Melodica.
- Die deutsche Band AnnenMayKantereit bedient sich auch in mehreren ihrer Lieder der Melodica.
- Augustus Pablo spielte die Melodica in seinen bekanntesten Stücken, unter anderem in Java von 1972.
- Die niederländische Folk-Rock-Gruppe bots verwendet mehrere Melodicas in Zeven dagen lang.
- Die US-amerikanische Rockband The Hooters benannten sich nach ihrem Markenzeichen, der Hohner Melodica.
- In dem Stück Wovon sollen wir träumen von Frida Gold wird nach dem Refrain eine Passage mit der Melodica wiederholt.
- Die britische Pop-Gruppe Depeche Mode verwendet in der Endpassage ihres Stücks Everything Counts eine Melodica.
- Der britische Musiker Joe Jackson verwendet gelegentlich eine Melodica, so auf Thugs ’R Us vom Album Vol. 4.
- Die kanadische Gruppe Walk Off the Earth verwendet eine Melodica in ihrem 2012 aufgenommenem Song Summer Vibe.
- Die Jazzmusiker Don Cherry, Monty Alexander und Michail Alperin verwenden die Melodica recht oft und haben ihr neben Hermeto Pascoal einen Platz im Jazz gesichert.
- Im Stück Champagne Supernova der britischen Pop-Gruppe Oasis aus dem Jahr 1995 findet eine Melodica Verwendung und ist im dazugehörigen Videoclip zu sehen.
- In mehreren Stücken der Gorillaz kommt sie begleitend zum Einsatz.
- Die australische Band The Cat Empire verwendet in einigen ihrer Lieder, wie z. B. The Lost Song und The Sun, eine Melodica.
- Der Keyboarder John Medeski ist häufig an der Melodica (bzw. dem 44-Tasten-Melodion) zu hören.[2]
- Udo Jürgens spielte die Melodica in seiner Interpretation von Cottonfields.
- Auf ihrem Weihnachtsalbum von 2015 parodierte die Band Erdmöbel das Instrument im gleichnamigen Lied.
- Der US-Musiker Billy Preston spielte die Melodica in den 1970er Jahren live auf der Bühne.
- In der US-amerikanischen Late Show with Stephen Colbert spielt der Bandleader Jon Batiste eine Melodica während des Intros.
- Rodger Hodgsons (ex. Supertramp) Song "It’s Raining Again" enthält ungefähr in der Mitte eine Passage mit Melodica.

## Ähnliche Instrumente

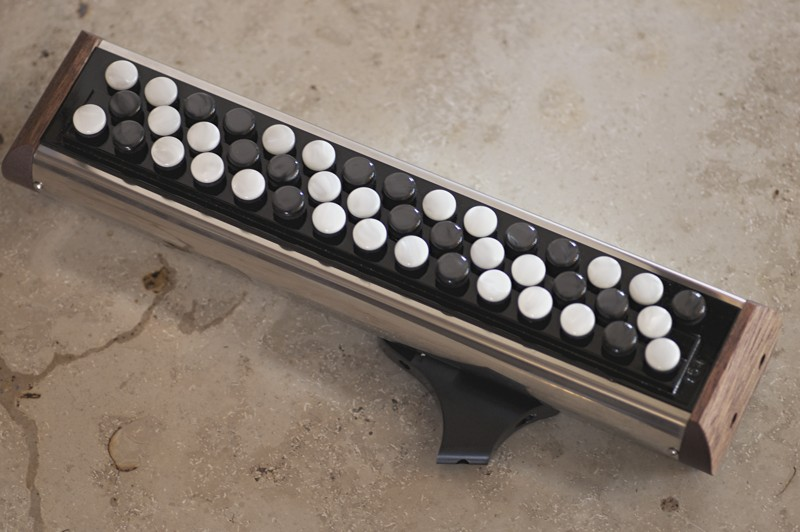
Eine Accordina mit 44 Knopftasten aus französischer Fertigung

Es gibt eine Reihe von modernen und historischen Instrumenten, die der Melodica mehr oder weniger ähnlich sind.
- Die Accordina ist anstelle der Tasten mit Knöpfen wie beim Knopfakkordeon ausgestattet.[3]
- Die Triola ist ein einfaches Spielzeug- und Anfängerinstrument, diatonisch gestimmt (also ohne den kompletten Halbtonumfang der Melodica).
- Die historische Harmonetta von Hohner, ein Instrument mit sechseckigen Knöpfen („Wabentastatur“) und Durchschlagzungen, erinnert entfernt an die Melodica.
- Das historische Couesnophon sieht aus wie ein Saxophon, hat aber eine ähnliche Mechanik wie eine Tasten-Melodica und einen ähnlichen Klang.

## Galerie

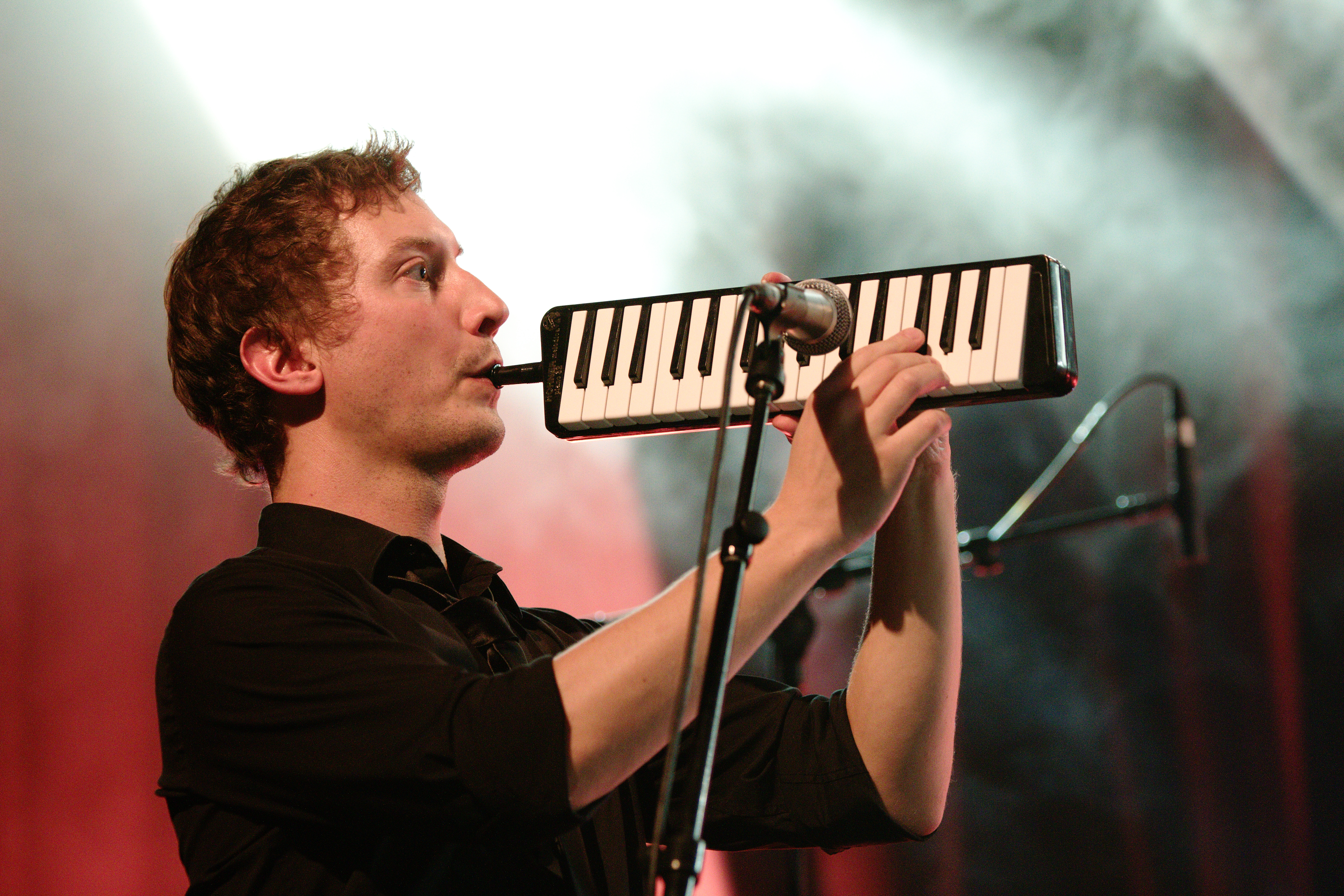
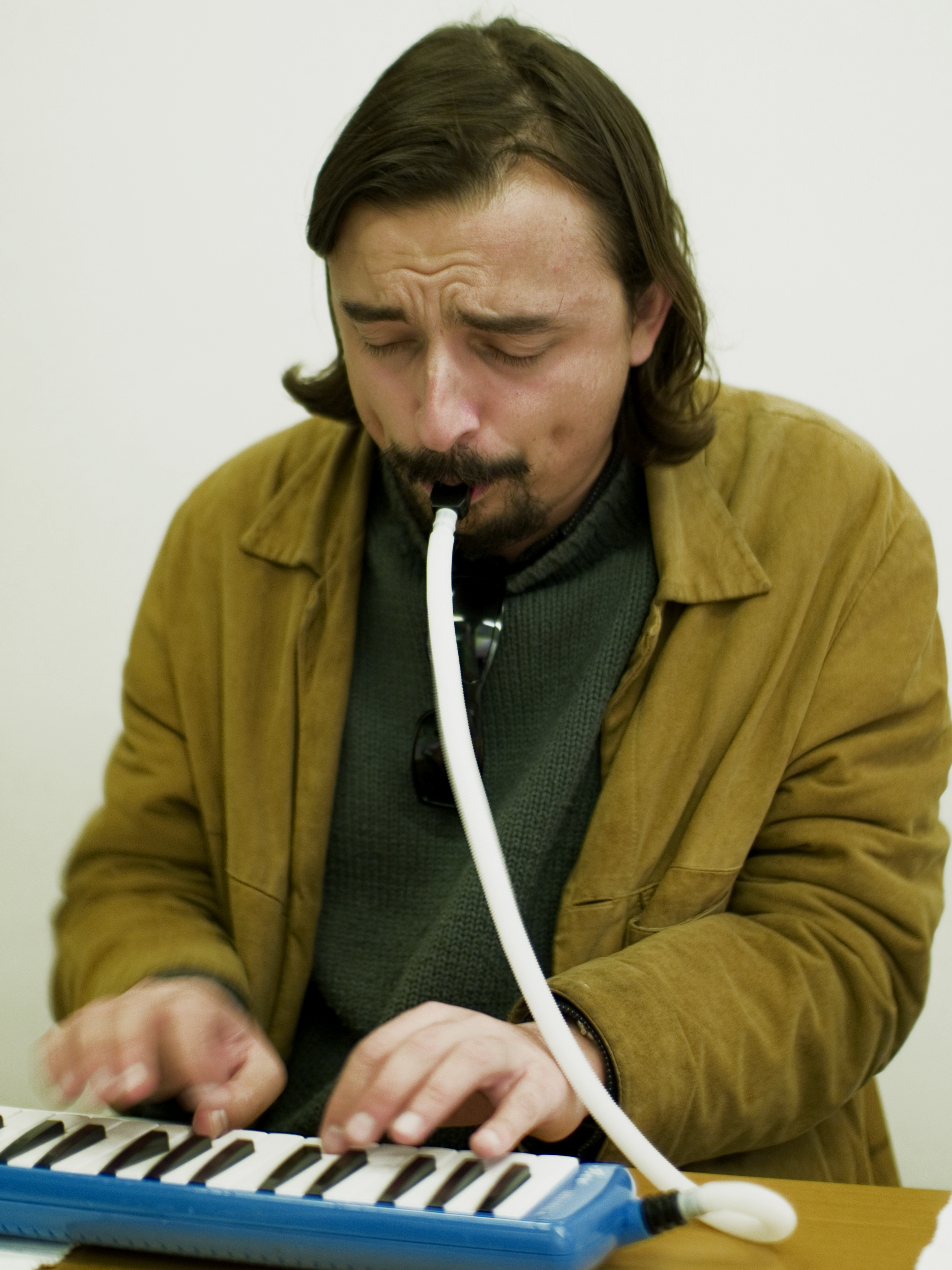
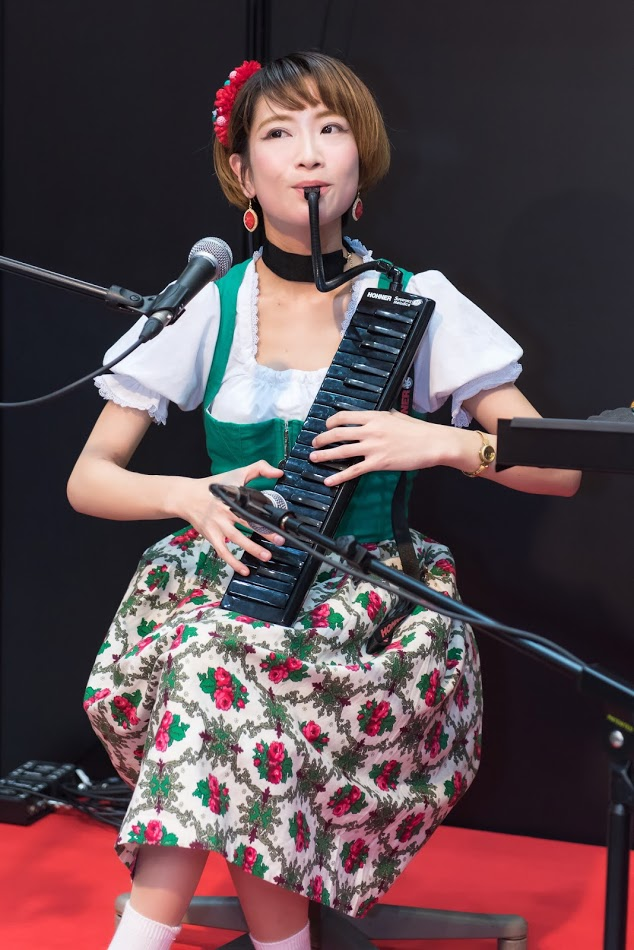